# Michael Patrick MacDonald
Pour les articles homonymes, voir MacDonald.
Michael Patrick MacDonald (né le 9 mars 1966) est un Irlando-Américain activiste contre les crimes et la violence dans les quartiers de South Boston dans le Massachusetts, mais aussi écrivain auteur de ces mémoires All Souls: A Family Story From Southie et Easter Rising: An Irish American Coming Up from Under.

## Biographie
Après avoir perdu quatre de ses frères lors de son enfance, MacDonald fut marqué par la pauvreté, la misère et les effets de la drogue sur sa génération vivant dans les bas quartiers de Boston où vivent la plupart des Irlando-américains. À la suite de cela il devint un des activistes leaders de Boston, mettant en place plusieurs initiatives contre la violence des quartiers ou encore en créant le Gun buyback program incitant les jeunes à rendre leur armes aux forces de l'ordre en échange de cadeaux et bons de réduction.
En octobre 2000 MacDonald sort ses mémoires intitulés All Souls: A Family Story From Southie, racontant sa vie dans les quartiers de South Boston, dominés par une population à majorité catholique irlandaise et qui raconte la mort de ses frères et sœurs, tués par le crime organisé ou la drogue. Le livre devient un bestseller et reçoit différents prix tels que le American Book Awards, le New England Literary Lights Award. MacDonald a vendu les droits de son livre au producteur et directeur Ron Shelton pour adapter All Souls.. au cinéma ; le scénario sera écrit en collaboration avec MacDonald.
En 2006, MacDonal sort le livre Easter Rising: An Irish American Coming Up from Under suite de ses mémoires mettant en parallèle sa vie et l'émergence du mouvement punk dans les années 1980 ainsi que sa scène musicale.
En 2011 MacDonald collabore avec le groupe de punk celtique Dropkick Murphys à l'écriture d'une histoire fictive sur un personnage nommé Cornelius Larkin, jeune immigrant irlandais arrivé aux États-Unis. L'histoire de Larkin étant la trame de fond de l'album Going Out in Style, un projet de livre sur cette histoire est à l'étude par MacDonald.